# آرتور روتروک
آرتور روتروک (انگلیسی: Arthur Rothrock; ۷ ژانویهٔ ۱۸۸۶ – ۲۸ نوامبر ۱۹۳۸) تیرانداز اهل ایالات متحده آمریکا بود.
وی در مسابقات کشوری و بین‌المللی در مجموع برندهٔ ۱ مدال طلا، ۱ مدال نقره شده‌است.